# وسنتره جاتکه

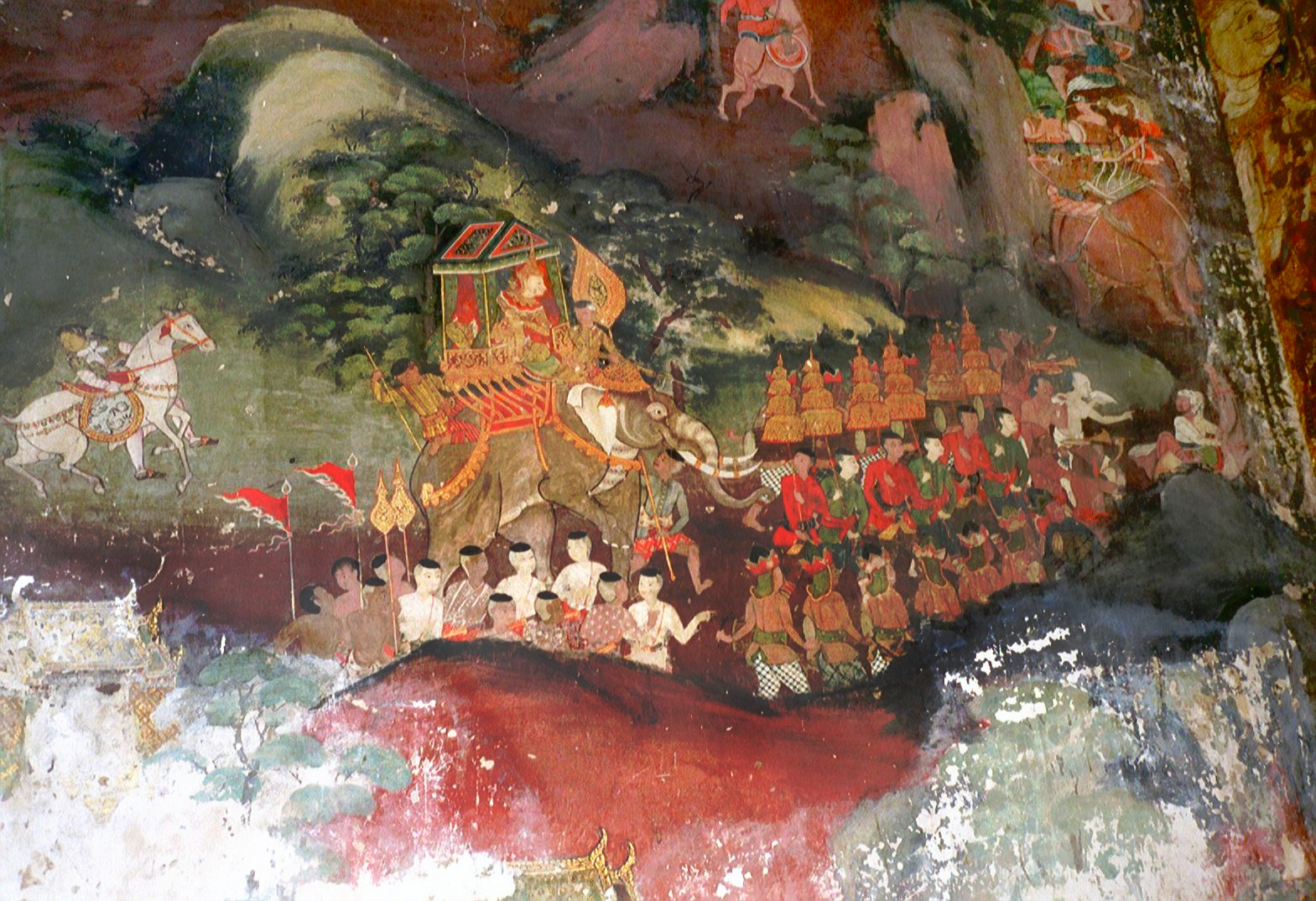
نقاشی دیواری وِسَنْتَرَه جاتَکَه، قرن نوزدهم، وات سواننارام، منطقه تونبوری، بانکوک، تایلند

داستان وِسَنْتَرَه جاتَکَه (انگلیسی: Vessantara Jātaka) یکی از محبوب‌ترین داستان‌های جاتکه در آیین بودایی ترواده است. این داستان دربارهٔ یکی از زندگی‌های پیشین گوتاما بودا می‌باشد که در آن او به شکل یک شاهزاده بسیار مهربان و سخاوتمند به نام وسنتره ظاهر می‌شود. وسنتره تمام دارایی‌های خود، حتی فرزندانش را می‌بخشد و به این ترتیب فضیلت بخشندگی کامل را به نمایش می‌گذارد. این داستان همچنین به عنوان «خطبه تولد بزرگ» شناخته می‌شود.
داستان شاهزاده وسنتره به عنوان یک جشنواره سالانه در تایلند، لائوس، میانمار، سریلانکا و کامبوج جشن گرفته می‌شود. این داستان در سایر نقاط آسیا با کمی تفاوت روایت می‌شود: در تبت با نام «جیناپوترا آرتاسیدی سوترا» و شاهزاده با نام آرتاسیدی شناخته می‌شود؛ در چین به نام «تایزی شودانو جینگ» و شاهزاده با نام سودانا شناخته می‌شود و در ژاپن به نام شوداینا تایشی معروف است.
هنگامی که گوتاما بودا پس از رسیدن به روشن‌بینی برای اولین بار به قلمرو پدرش بازگشت، بزرگان خاندان سلطنتی به دلیل غرور، به او احترام نگذاشتند زیرا آن‌ها از شاهزاده سابق سیدارتا بزرگتر بودند. بودا به‌طور معجزه‌آسایی در هوا، بالای سر خویشاوندانش، ظاهر شد. پدرش اولین کسی بود که تعظیم کرد و اعتراف کرد که زمان احترام به پسرش فرا رسیده است. سپس سایر اعضای خاندان تعظیم کردند و دین او را پذیرفتند. ناگهان ابرهای باران جمع شدند و بارانی سرخ‌رنگ باریدن گرفت. این معجزه باعث شد پیروانش بپرسند: "این باران چیست؟" سپس او توضیح داد که این باران یک بار در زندگی قبلی او نیز باریده بود. سپس داستان زندگی خود را به عنوان پادشاه وسنتره برای آن‌ها تعریف کرد.

## تولد و جوانی وسنتره
پادشاه وسنتره پسر سَنجَیَه، پادشاه سیوی، در پایتخت شهر جاتوتّره به دنیا آمد. در سنت بودایی او را به عنوان یک «بودیسَتّوه» (کسی که قرار است بودا شود) می‌شناسند.
بر اساس روایات، مادرش شاه‌دختی بود که کارهای نیک بسیاری انجام داده بود و آرزو داشت مادر کسی شود که بودای بعدی خواهد بود. او پس از مرگ به بهشت صعود کرد و همسر یکی از خدایان به نام ایندرا شد. او تا روزی که مجبور شد دوباره به عنوان یک انسان به دنیا بیاید، در خوشبختی زندگی می‌کرد. ایندرا به او ده هدیه داد که می‌توانست از او بخواهد و یکی از آرزوهای او این بود که «بگذار مادر بودیسَتّوه‌ای شوم که در زندگی بعدی به روشن‌بینی می‌رسد». او به جهان انسان آمد، در دربار پادشاهی به دنیا آمد و بعدها با پادشاه سَنجَیَه ازدواج کرد.
در آخرین روز بارداری، ملکه آرزو داشت که از پایتخت دیدن کند. شوهرش این آرزو را برآورده کرد. او از چندین منطقه بازدید کرد و مردم از دیدن ملکه‌شان خوشحال شدند. در حالی که او در محله بازرگانان بود، در یک زایمان اضطراری در بازار، در قلب شهر، وضع حمل کرد. از این رو، شاهزاده و وارث تازه متولد شده ویسوانتارا (وسنتره) نامیده شد که به معنای «متولد در محله بازرگانان» است. به محض اینکه چشمانش را باز کرد، شاهزاده نوزاد از مادرش پول خواست تا به فقرا بدهد. در همان روز، یک فیل ماده، بچه فیل تازه متولد شده خود را به قصر سلطنتی آورد. بچه فیل سفید خالص بود.
وسنتره بزرگ شد و تبدیل به فردی مهربان شد که حاضر بود متعلقات خود را به دیگران ببخشد. والدینش از شخصیت پسرشان خوشحال شدند و از خیریه شاهزاده با گنجینه‌های خود حمایت کردند. وسنتره با شاهزاده خانم مَدری ازدواج کرد. آنها صاحب دو فرزند شدند: شاهزاده جَلی و شاهزاده خانم کریشناجینا. سَنجَیَه بازنشسته شد و وسنتره به عنوان پادشاه تاجگذاری کرد.
تبعید و زندگی به عنوان زاهد
روزی وسنتره، فیل سفید جادویی را که برای قلمرو او باران آورده بود، به فرستادگان کالینگا، کشور همسایه‌ای که با خشکسالی مواجه بود، بخشید. شهروندان پادشاهی وسنتره از ترس خشکسالی به دلیل از دست دادن فیل ناراحت شدند؛ بنابراین، آنها پادشاه سَنجَیَه را متقاعد کردند که کنترل پادشاهی را از سر بگیرد و پسرش وسنتره را تبعید کند.
پادشاه به راحتی پادشاهی خود را به پدرش واگذار کرد. او قبل از ترک شهر و رفتن به جنگل برای زندگی به عنوان یک ریشی (زاهد) به همراه همسرش مَدری و دو فرزندشان، جَلی و کانها، ثروت خود را نیز بخشید.
یکی از درباریان وفادار او پیشنهاد کرد که خانواده باید در کوه وامکا زندگی کنند. آنها سوار بر ارابه‌ای چهار اسب شهر را ترک کردند. در طول راه، وسنتره اسب‌های خود را بخشید و چهار خدا به شکل گوزن ظاهر شدند تا ارابه را بکشند. سپس ارابه خود را بخشید. خانواده پیاده از میان جنگلی گذشتند. شاهزاده و شاهدخت جوان میوه‌های وحشی را دیدند که از شاخه‌های بلند آویزان بودند، اما والدینشان نمی‌توانستند به آن‌ها برسند. به‌طور معجزه‌آسایی، همه درختان شاخه‌های خود را برای آنها خم کردند.
سپس خانواده به پادشاهی همسایه، چِتا، رسیدند. پادشاه چِتا از ورود آنها مطلع شد و برای استقبال از شاهزاده شتافت. او از داستان آنها متأثر شد و تاج و تخت خود را به او پیشنهاد داد، اما شاهزاده نپذیرفت. او و خانواده‌اش از ماندن در قصر نیز خودداری کردند. آنها زندگی زاهدانه‌ای را در کوهی به نام وامکا آغاز کردند. پادشاه چِتا به یک شکارچی دستور داد که ورودی کوه را کنترل کند تا کسی مزاحم خانواده نشود.
در همین حال، جوجاکا، یک برهمن حریص و پیر که به عنوان گدا زندگی می‌کرد، همسر بسیار جوانی به نام آمیتّدا داشت که بسیار زیبا و سخت‌کوش بود. در طول خشکسالی، آمیتّدا مرتباً از چاه برای شوهر پیرش آب می‌آورد. شوهران زنان دیگر روستا او را به عنوان نمونه‌ای از یک همسر خوب و کوشا معرفی می‌کردند. یک روز، در یک حسادت، همه زنان روستا کنار چاه جمع شدند و همسر جوان برهمن را کتک زدند و لباس‌هایش را پاره کردند.
از آن روز به بعد آمیتّدا از رفتن به چاه خودداری کرد. او جوجاکا را هل داد و به او گفت که برایش خدمتکار پیدا کند تا او را از تمسخر بیشتر نجات دهد. او به شوهرش آرامش نمی‌داد.
جوجاکا با جنگلبانی که از ورودی کوه وامکا محافظت می‌کرد، ملاقات کرد و با ادعای اینکه تبعید وسنتره لغو شده است، او را فریب داد. او با یک زاهد ملاقات کرد و او را نیز فریب داد. سرانجام، برهمن جوجاکا در حالی که همسرش مدری بیرون بود، به جنگل نزد شاهزاده وسنتره رفت. او از او دو فرزندش را خواست که وسنتره به راحتی آنها را بخشید. جلی و کانها (فرزندان وسنتره) برای پنهان شدن به یک برکه نیلوفر رفتند. پدرشان آنها را پیدا کرد و پرسید که آیا به پدرشان کمک می‌کنند تا به بالاترین هدف خود، یعنی رسیدن به بودایی در زندگی آینده، دست یابد. هر دو موافقت کردند و خدمتکار جوجاکا شدند. وسنتره به برهمن گفت که بچه‌ها را نزد پدربزرگشان بیاورد و گفت: «پادشاه به خاطر بازگرداندن نوه‌های محبوبش به او به شما پاداش خواهد داد.» جوجاکا مخالفت کرد و گفت که سَنجَیَه در عوض او را اعدام خواهد کرد. برهمن هر دو کودک را با درخت مو بست و آنها را مانند گاو کشید. هر دو کودک از پدرشان التماس کردند که به آنها کمک کند در حالی که پیرمرد آنها را سرزنش می‌کرد و با چوبش کتک می‌زد. وسنتره نتوانست این صحنه را تحمل کند و به سراغ سلاحی رفت که در کلبه‌اش نگه می‌داشت. با این حال، بر خشم خود غلبه کرد و اجازه داد فرزندانش را ببرند.
بازگشت مدری به محل زندگی‌شان توسط ببرها (در واقع خدایان در لباس مبدل) مسدود شد. وقتی او فرزندانش را ندید، تمام شب را در جستجوی آنها سرگردان شد و در نهایت جلوی شوهرش از حال رفت. وسنتره فکر کرد که او مرده است، بنابراین از فقدان او ابراز تأسف کرد. او سرش را روی دامانش گذاشت و متوجه شد که هنوز نفس می‌کشد. او مدری را با آب احیا کرد. او از خواب بیدار شد و بلافاصله بلند شد تا فاصله مناسب برای نذر تجردش را حفظ کند. وسنتره به او گفت که چه اتفاقی افتاده است. مدری پس از اینکه فهمید شوهرش فرزندانشان را بخشیده، او را به خاطر بزرگی‌اش ستایش کرد.
از ترس اینکه وسنتره همسرش را نیز ببخشد، خدای شَکرا مداخله کرد و در لباس مبدل، همسرش مدری را خواست که وسنتره به راحتی به او داد. سپس ایندرا، مدری را به وسنتره بازگرداند، زیرا تمام اعمال خیرخواهانه و سخاوتمندانه او کامل بود.

## بازگشت به سیوی
دو خدا برای شاهزاده و شاهدخت جوان احساس همدردی کردند. آنها خود را به عنوان والدینشان درآوردند و به پرستاری از جلی و کانها کمک کردند. آنها باعث شدند که جوجاکا به بیراهه برود و او را به پادشاهی سیوی و از دروازه قصر هدایت کردند. پادشاه سَنجَیَه دو چهره آشنا را دید و به نگهبانان سلطنتی دستور داد تا آنها را نزد او بیاورند. او نوه‌هایش را شناخت و پولشان را پرداخت. قیمت کانها بیشتر از برادرش بود، زیرا پدرش نمی‌خواست کسی او را از جوجاکا بخرد. در واقع، قیمت جلی و کانها آنقدر بالا بود که فقط پادشاه سَنجَیَه می‌توانست آنها را بخرد.
جوجاکا بسیار ثروتمند شد. او در اولین وعده غذایی خود به عنوان یک مرد ثروتمند، بیش از حد غذا خورد. دستگاه گوارش او از کار افتاد و بر روی بشقابش جان داد. پادشاه سَنجَیَه مردان خود را فرستاد تا خانواده جوجاکا را پیدا کنند تا ثروت دومی را تصرف کنند. با این حال، همسر و بستگان همسرش از مجازات خیانت جوجاکا می‌ترسیدند، بنابراین فرار کردند.
سَنجَیَه یک موکب بزرگ برای ملاقات با پسر و عروسش ترتیب داد. پادشاهی کالینگا نیز فیل سفید را پس داد، زیرا کالینگا دوباره مرفه شده بود. این خشم مردم سیوی را فرونشاند. جلی ارتش و غیرنظامیان را به اقامتگاه پدر و مادرش هدایت کرد و خانواده دوباره به هم پیوستند. پس از شادترین لحظه، هر شش نفر از حال رفتند.
باران سرخ از آسمان بارید تا خانواده را زنده کند. این باران «کسانی را که می‌خواهند خیس شوند خیس می‌کند، اما بر کسانی که می‌خواهند خشک بمانند نمی‌بارد.» وسنتره دوباره به عنوان پادشاه تاجگذاری کرد و به پادشاهی خود بازگشت. ایندرا پادشاهی سیوی را با بارانی از جواهرات برکت داد. وسنتره به مردم اجازه داد تا آن جواهرات را برای خود نگه دارند و باقیمانده‌ها به خزانه پادشاهی رفت که او برای خیریه از آن استفاده کرد. گنج او هرگز تمام نشد.
بودا توضیح داد که هر فرد در زمان بودا به عنوان افرادی که شخص بودا را احاطه کرده‌اند، دوباره متولد شده است. والدین او قبلاً والدین وسنتره بودند. مدری اکنون به عنوان همسر سابق بودا دوباره متولد شده بود. جلی تبدیل به راهولا، پسر بودا شد. کانها تبدیل به اوپالاوانا، راهبه شد. درباری وفاداری که او را از مکانی که باید در آن بماند مطلع کرد، تبدیل به آناندا، پسر عمو و خدمتکار او شد. جوجاکا تبدیل به دِوادَتّا، دشمن اصلی او شد. فیل سفید تبدیل به مها کاساپا شد.

## در فرهنگ و هنر
جشن وسنتره جاتکه در معابد بودایی در طول یک جشنواره به نام «تِت مَهاچات» (به معنی «تولد بزرگ») در تایلند مرکزی، «بون فا وت» در لائوس و به نام‌های «بون فاوت»، «بون دوان سی» (به معنی «شایستگی ماه چهارم») یا «تِت فاوت» در ایسان برگزار می‌شود. این جشن در کامبوج، میانمار و سریلانکا نیز اهمیت دارد.
در سریلانکا، اشعار مرثیه از متن وسنتره کاویه، به خصوص اشعار مدری در سوگ از دست دادن فرزندانش، اغلب در مراسم خاکسپاری بستگان خوانده می‌شود. این متن در اوایل دوره معاصر در سریلانکا توسط یک شاعر غیرمذهبی سروده شده است و بر رها کردن و اندوه عاطفی تأکید دارد. مضامین آن در بین مردم عادی بسیار محبوب بود، اگرچه تأکید آن با متون اولیه بودایی بسیار متفاوت بود.
جشن تت مهاچات هم در جوامع روستایی و هم شهری بسیار محبوب است و اغلب با نمایش‌های رقص و نمایش، و همچنین رژه‌ها و راهپیمایی‌های جشن در شهرها همراه است. در طول این جشنواره بودایی، راهبان در مورد کل متن وسنتره جاتکه موعظه می‌کنند و این مراسم با آیین‌ها و اجراهای فرهنگی همراه است. به دلیل نقش محوری آن در جشن‌های تِت ماهاچات یا بون فا وت، وسنتره جاتکه بخش مهمی از فرهنگ عامیانه سنتی در بسیاری از مناطق جنوب شرقی آسیا است. برخی از صحنه‌ها، به ویژه زوج نامتناسب تشکیل شده توسط جوجاکا، برهمن پیر، و همسر جوانش آمیتّدا، برای عموم مردم در طول جشنواره جذاب هستند. در حالی که این جشن اهمیت سنتی خود را در برخی مناطق از دست داده است، در برخی دیگر محبوبیت بیشتری پیدا کرده است.
صحنه‌هایی از وسنتره جاتکه بر روی دیوارهای معابد بودایی در سراسر جنوب شرقی آسیا دیده می‌شود. آنها همچنین بر روی نقاشی‌های دیواری انگکور وات، کامبوج حک شده‌اند و در الگوهای باستانی بر روی پارچه ابریشمی ایکات به تصویر کشیده شده‌اند.

## نقش وسنتره جاتکه در مشروعیت بخشیدن به پادشاهی
در هفت قرن گذشته در تایلند، وسنتره جاتکه از طریق جشنواره تولد بزرگ، نقش مهمی در مشروعیت بخشیدن به پادشاهی در تایلند ایفا کرده است. در این جشنواره از طریق داستان سخاوت شاهزاده وسنتره بر شایستگی و پرامی (کمال) بسیار تأکید شده است. در ابتدا، این جشنواره راه مهمی برای سلسله چاکری برای مشروعیت بخشیدن به خود بود، زیرا وسنتره شاهزاده نمونه‌ای بود که از طریق قدرت شایستگی‌ها و فداکاری‌هایش پادشاه شد. با این حال، در دوره اصلاحات راما چهارم، با مدرن شدن بودیسم تایلندی، جشنواره به عنوان منعکس کننده بودیسم واقعی رد شد. از آن زمان محبوبیت آن بسیار کاهش یافته است. با این وجود، استفاده از شایستگی توسط سلطنت و دولت تایلند برای تثبیت موقعیت خود و ایجاد وحدت در جامعه حداقل تا اواخر قرن بیستم ادامه یافته است.

## تصویر برهمن‌ها
جوجاکا نقش مهمی در داستان وسنتره دارد. او که به عنوان هوسران، ظالم و ترسو به تصویر کشیده شده است، نامش به معنای پیری و فرسودگی است. این نوع تصویرسازی از برهمن‌ها در ادبیات عامه بودایی رایج است.

## نگارخانه

وسنتره جاتکه
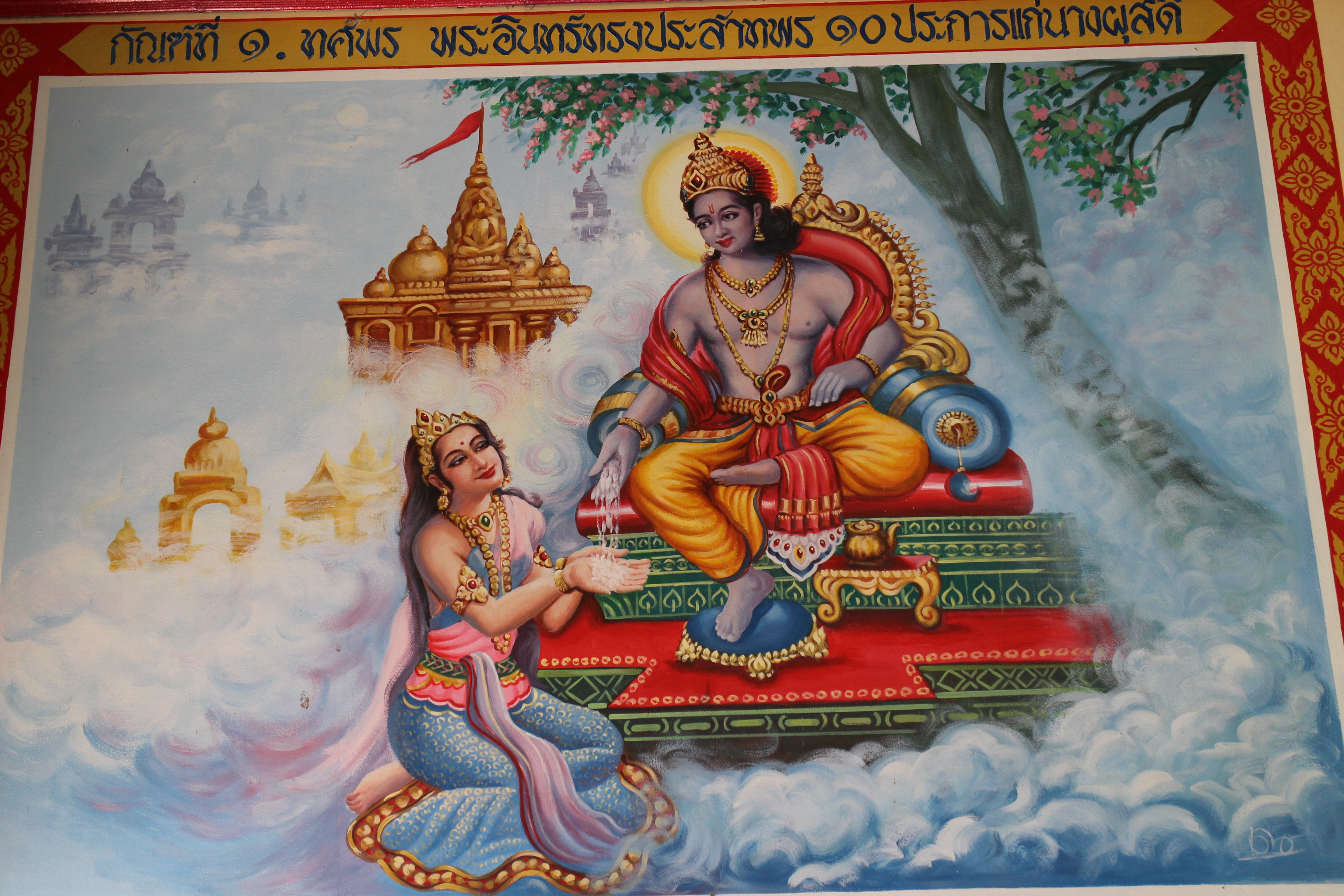
ایزد ایندرا ده نعمت به ملکه فوساتی می‌دهد.
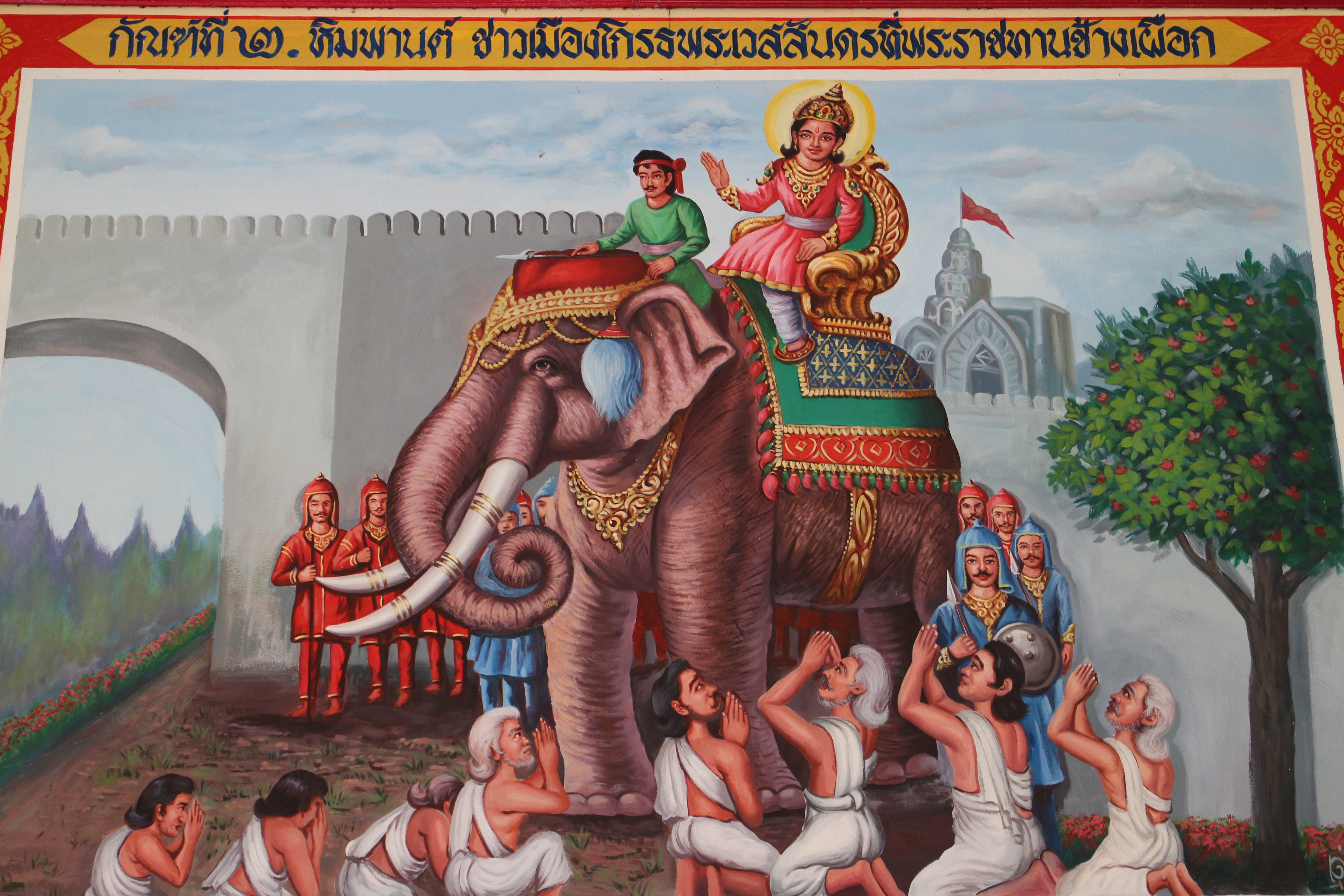
مردم از وسنتره خشمناک‌اند.
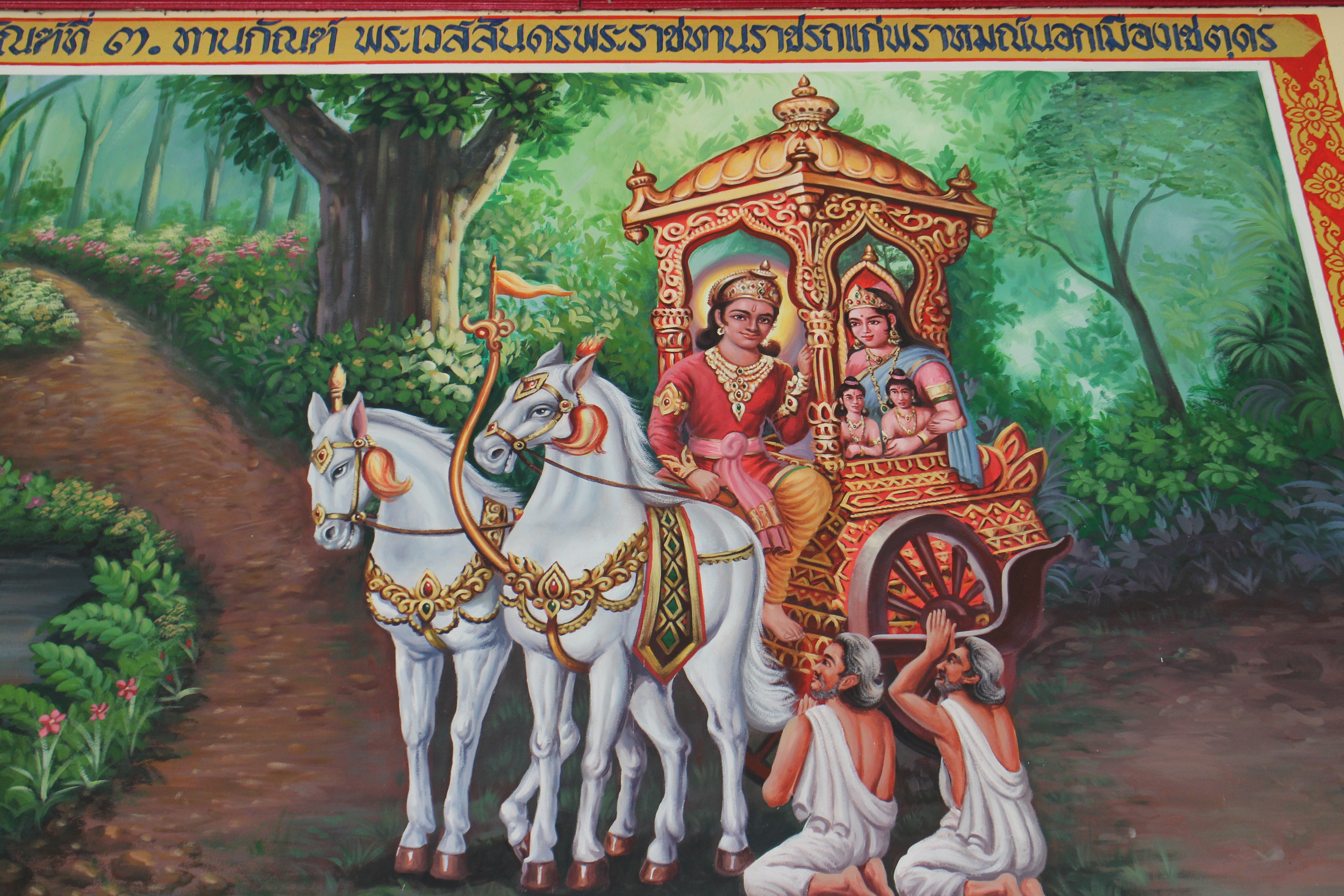
وسنتره ارابه را به یک برهمن می‌دهد.
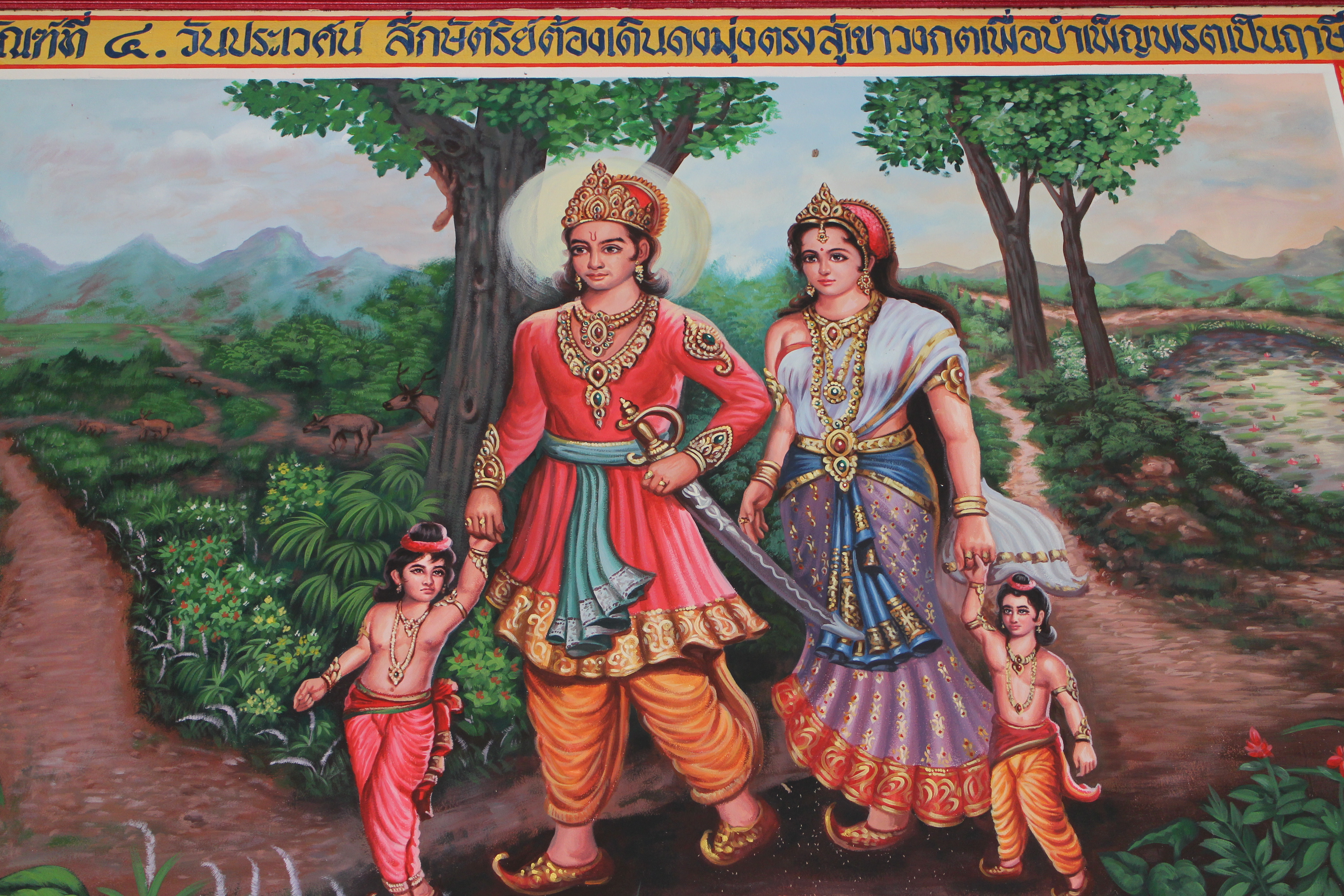
وسنتره به تبعید می‌رود.
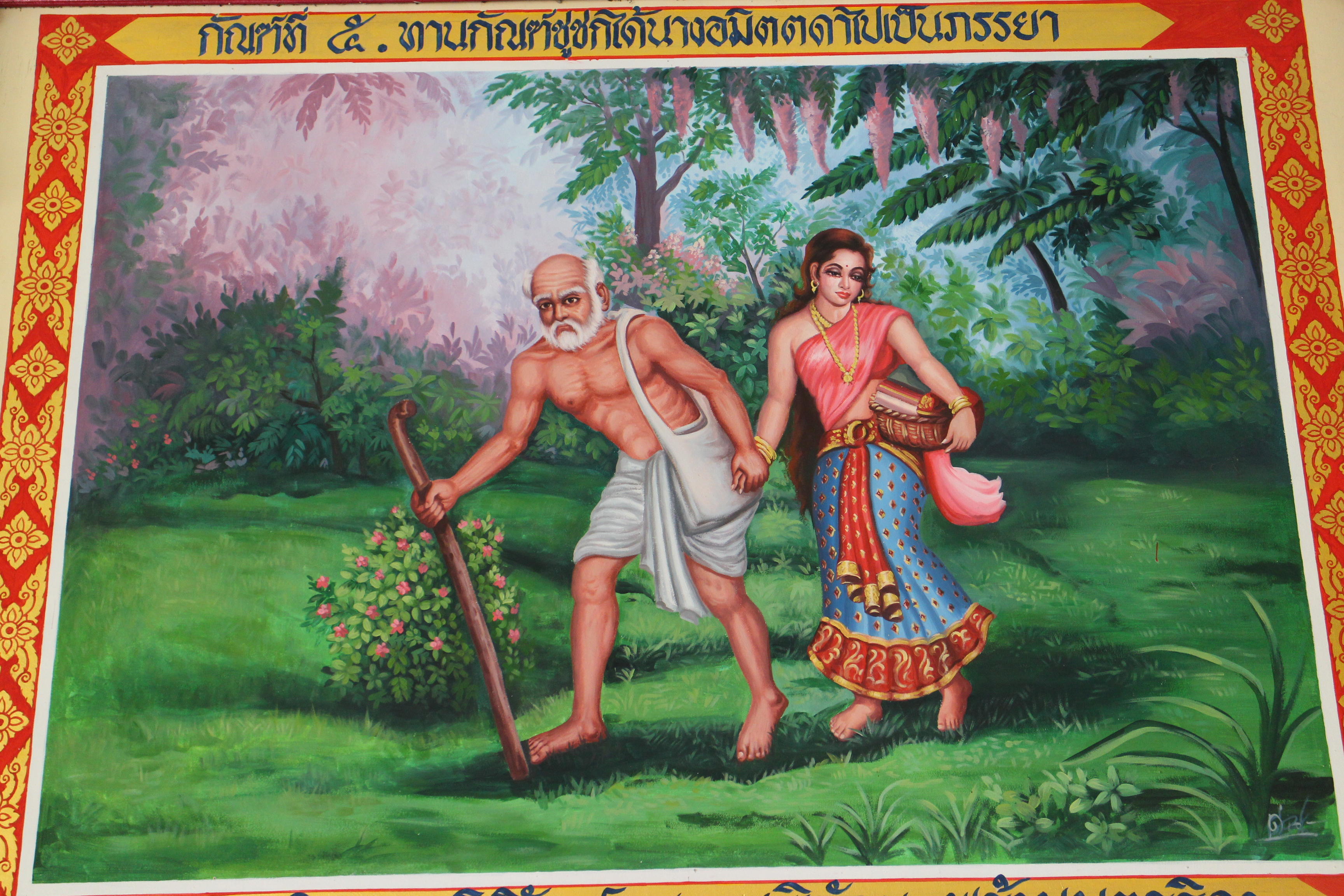
جوجاکا با آمیتادا، همسر زیبایش.
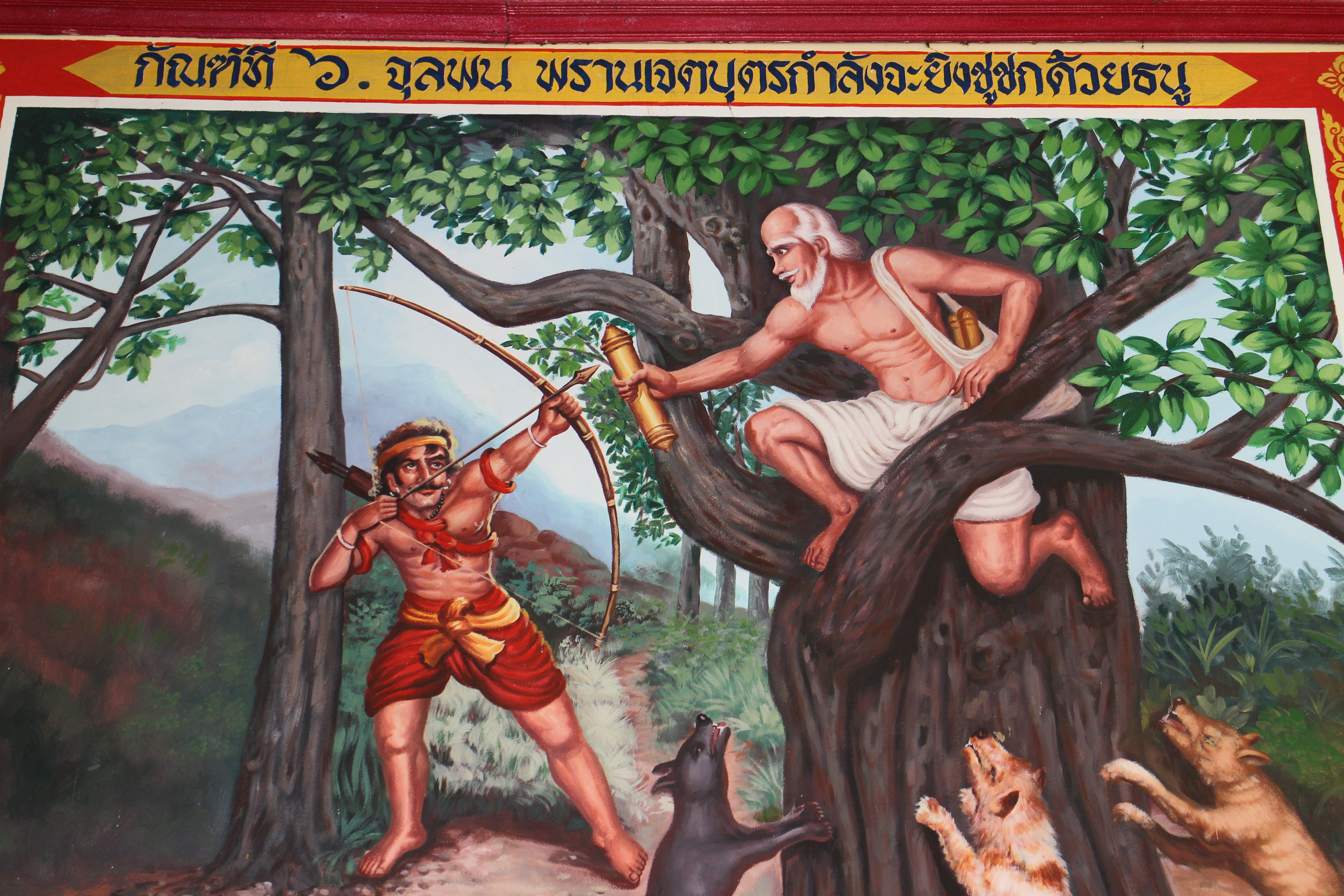
شکارچی کمان خود را خم کرد و به سمت جوجاکا نشانه رفت.
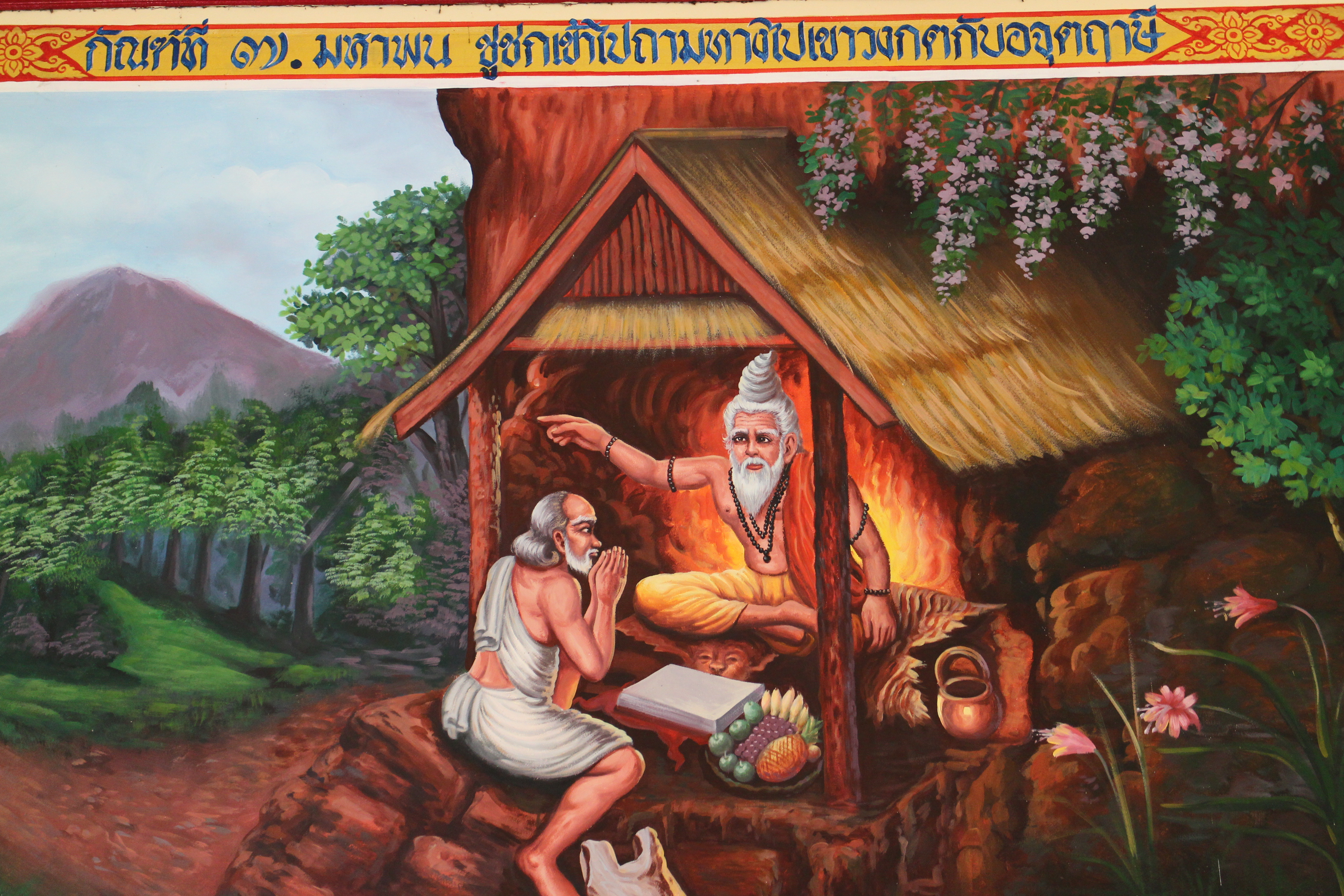
جوجاکا از زاهد راهنمایی می‌خواهد.
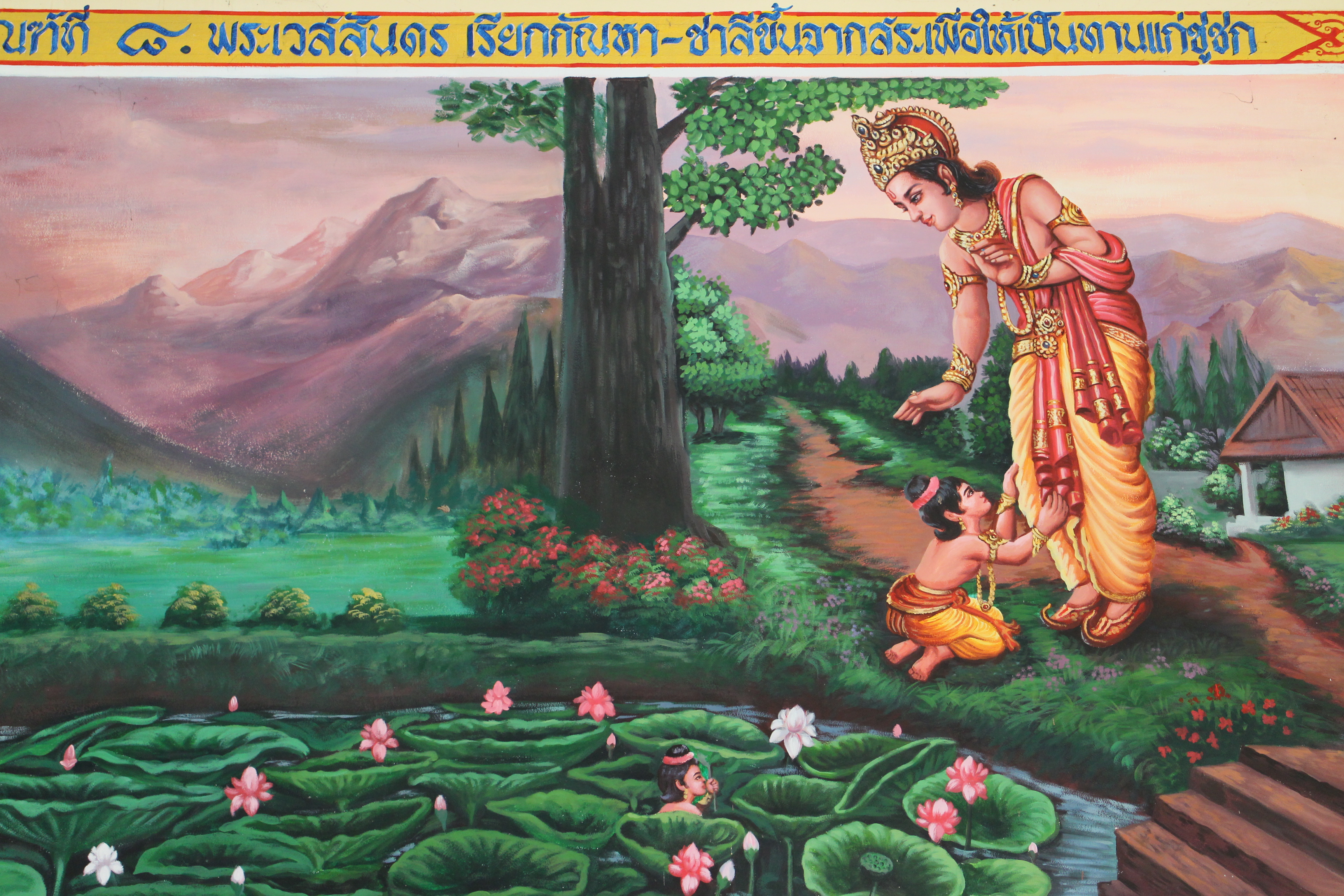
وسنتره از فرزندانش می‌خواهد از برکه نیلوفر آبی بیرون بیایند.
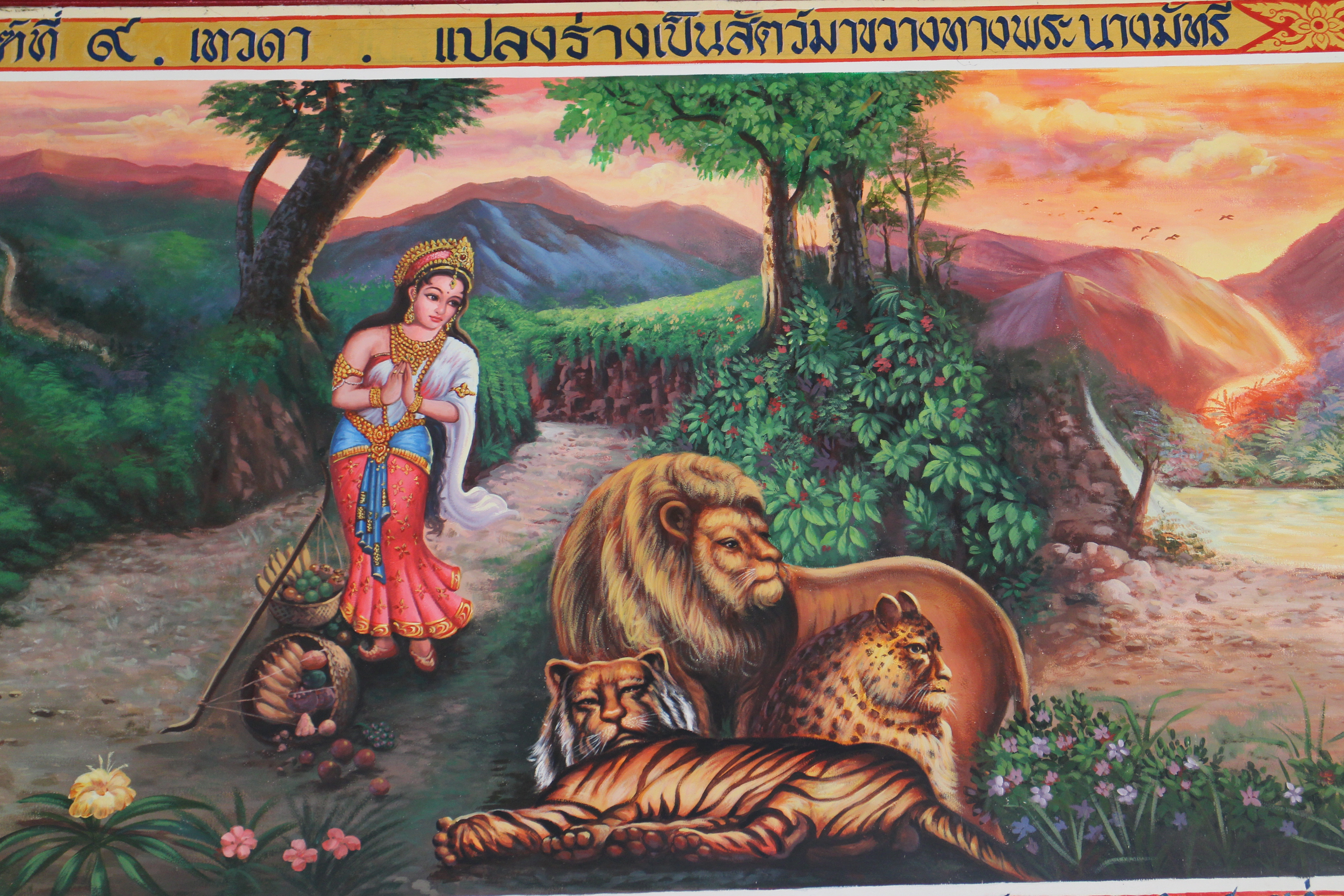
حیوانات وحشی راه را برای مادری می‌بندند.
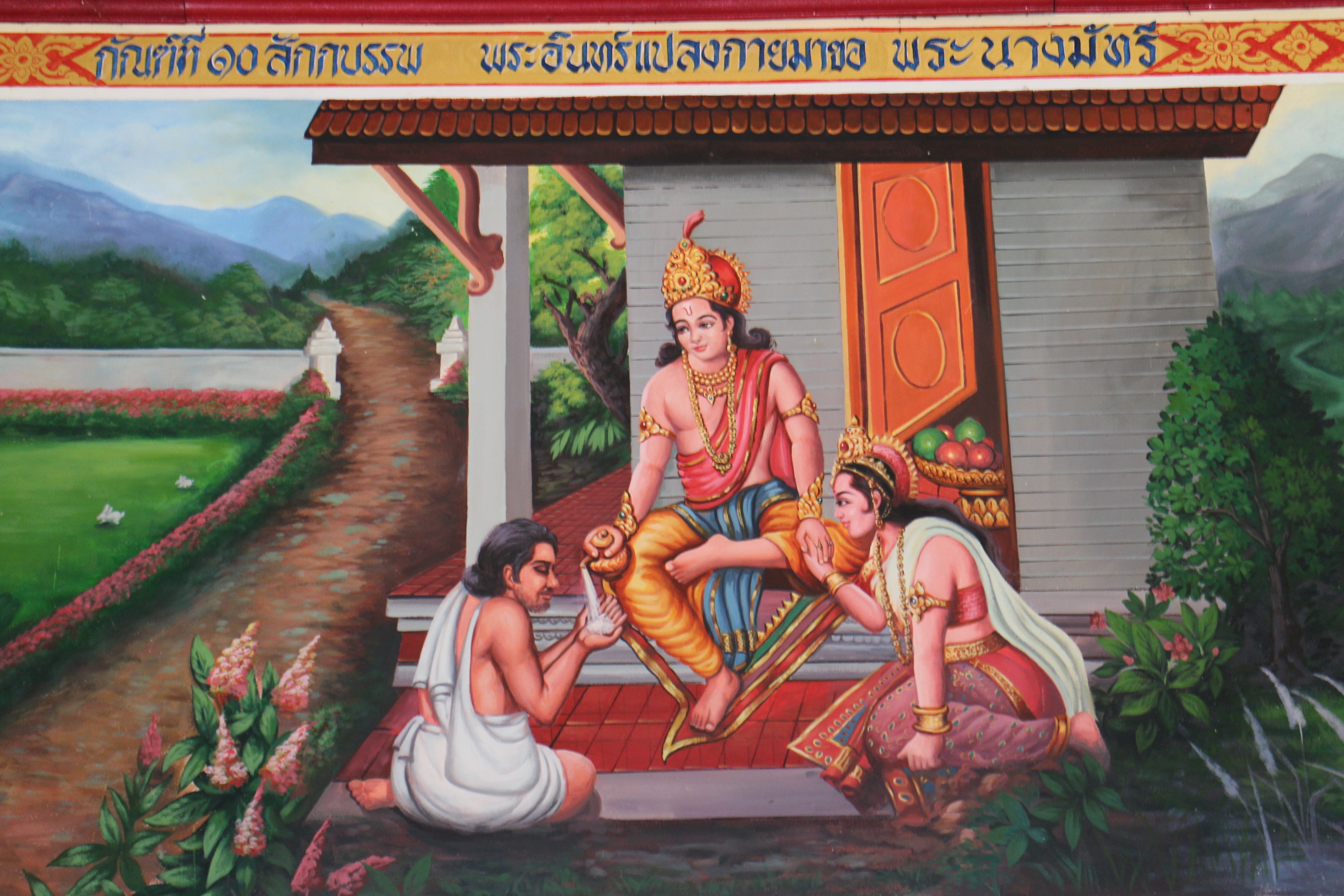
ایندرا از وسنتره همسرش را می‌خواهد.
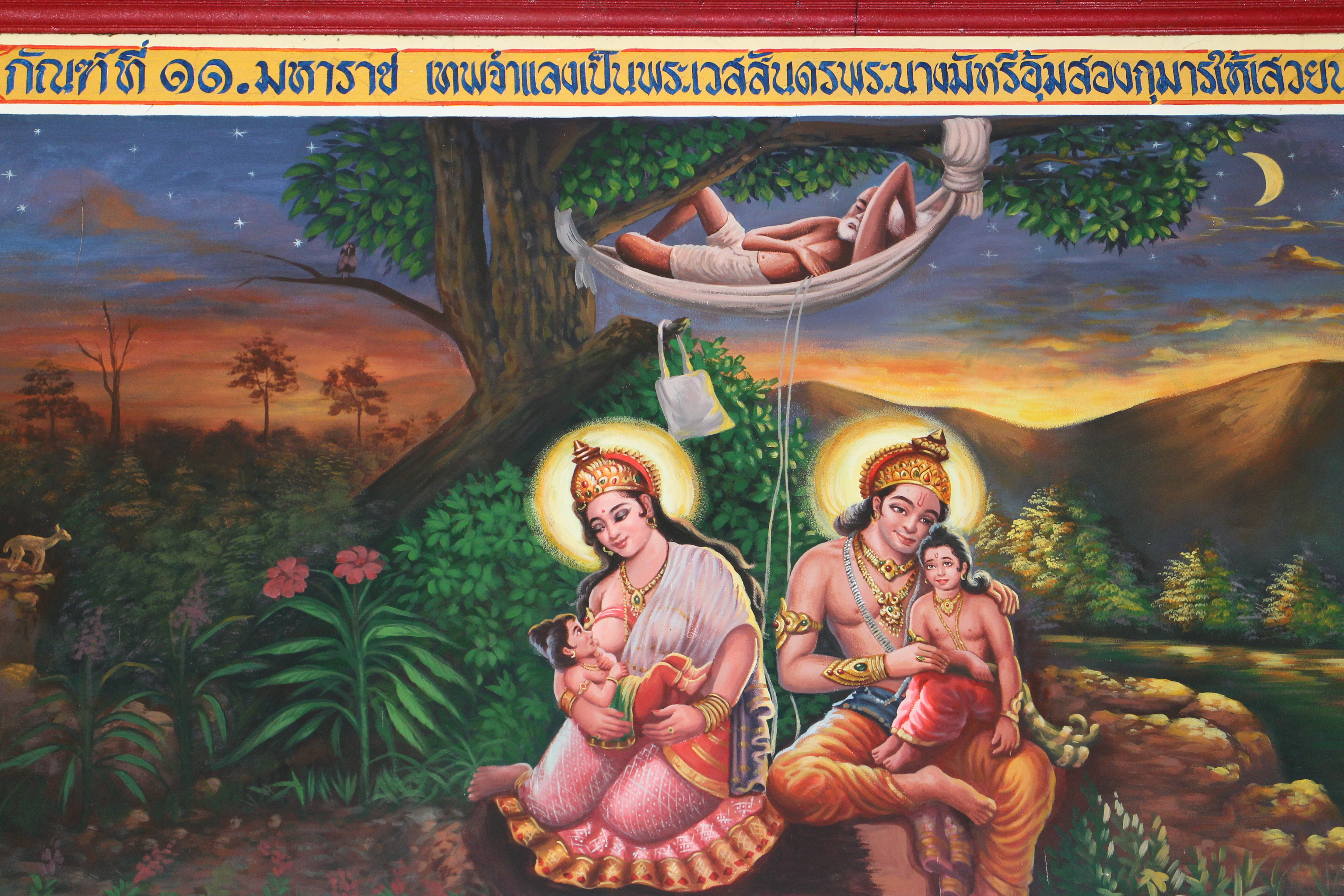
دواها از فرزندان وسانتارا مراقبت می‌کنند.
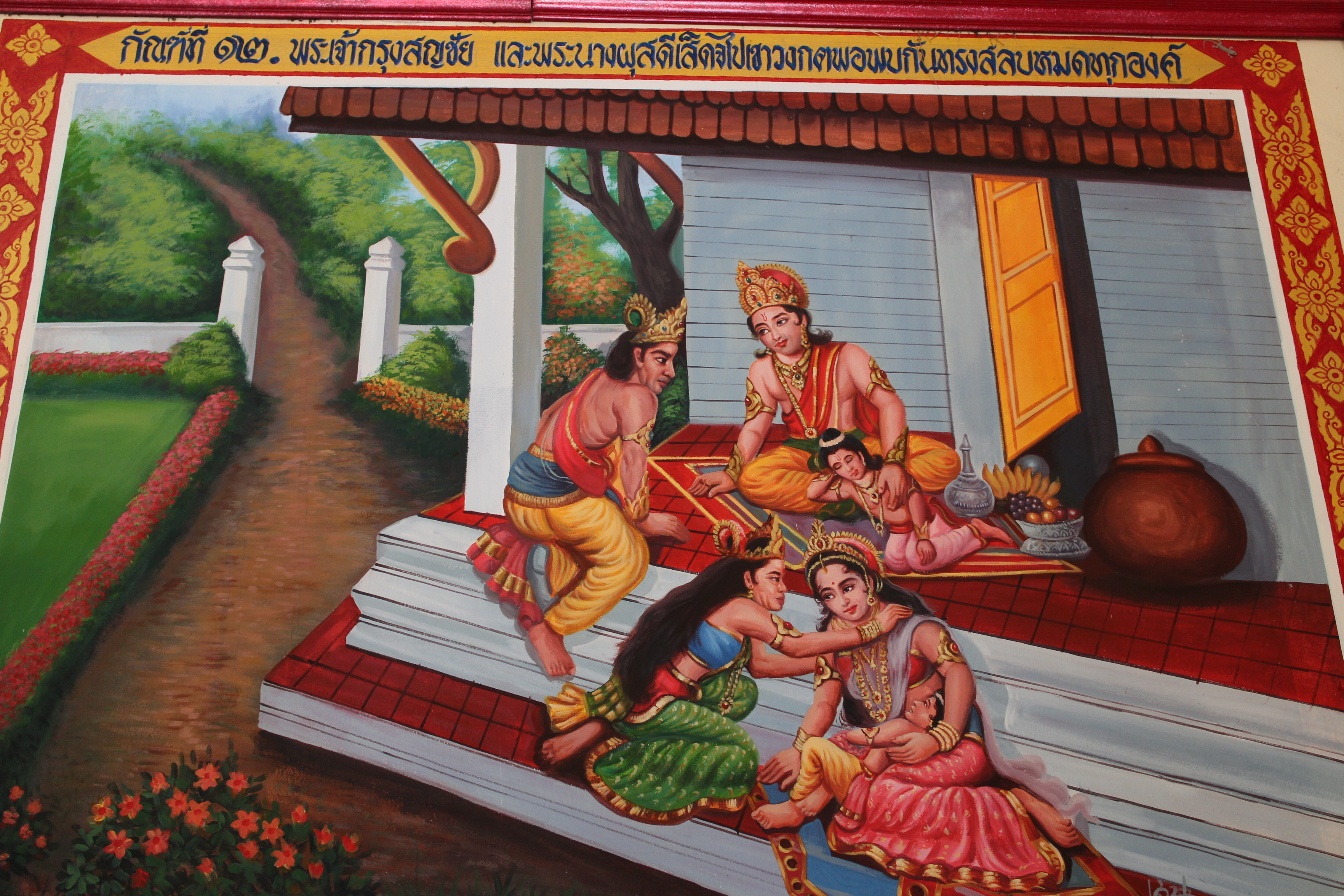
خانواده سلطنتی دوباره متحد می‌شوند.
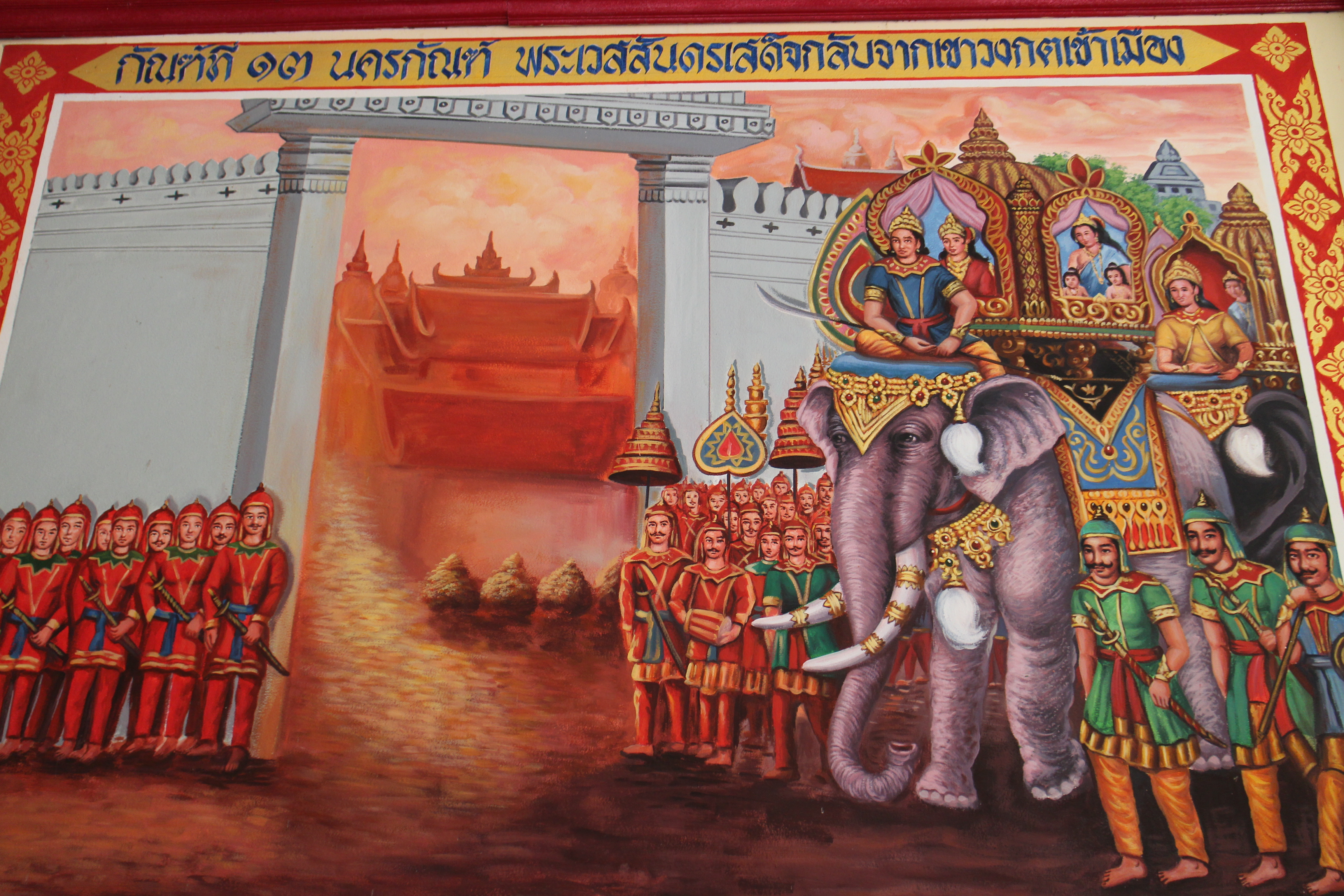
وسنتره مورد استقبال گرم قرار می‌گیرد.

تصاویر بالا نقاشی‌های دیواری معبد سه پل در پیتسانولوک، تایلند است.